# Bocoa mollis
Bocoa mollis là một loài thực vật có hoa trong họ Đậu. Loài này được (Benth.) Cowan miêu tả khoa học đầu tiên.